# Renmin Huabao
Renmin Huabao (xinès tradicional: 人民畫報, xinès simplificat: 人民画报, literalment Poble Pictòric) conegut en anglés com China Pictorial, és una revista mensual xinesa publicada per primera vegada el juny 1950. El títol de la revista és una reproducció de la cal·ligrafia manuscrita per Mao Zedong. Va ser una de les quatre publicacions que va continuar publicant-se durant la Revolució Cultural. La revista era instrumental per tal de promoure la revolució.
A més de l'edició xinesa, hi ha altres edicions en anglés, coreà, japonés, àrab, francés, alemany, italià, i rus. Als 10 anys de la seua publicació, el 1960, comptava amb 17 edicions diferents.